# 덕평로 (용인 이천)
덕평로(Deokpyeong-ro)는 경기도 용인시 백암면 근곡사거리에서 경기도 이천시 마장면 오천교차로를 잇는 10.9km 도로이다.

## 주요경유지
- 경기도 용인시 처인구 백암면 - 이천시 (호법면 - 마장면)

## 노선
| 이름                | 접속 노선                | 소재지        | 소재지        | 비고          |               |
| 백암로와 직결       | 백암로와 직결            | 백암로와 직결 | 백암로와 직결 | 백암로와 직결 | 백암로와 직결 |
| ------------------- | ------------------------ | ------------- | ------------- | ------------- | ------------- |
| 근곡사거리          | 국도 제17호선 (죽양대로) | 용인시 처인구 | 백암면        |               |               |
| 제일약품입구 사거리 | 청강가창로               | 용인시 처인구 | 백암면        |               |               |
| 가창로지스삼거리    |                          | 용인시 처인구 | 백암면        |               |               |
| 돈실교              |                          | 이천시        | 호법면        |               |               |
| 매곡교차로          | 이섭대천로               | 이천시        | 호법면        |               |               |
| 매곡교              |                          | 이천시        | 호법면        |               |               |
| 이평교              |                          | 이천시        | 마장면        |               |               |
| (이름없음)          | 덕이로39번길             | 이천시        | 마장면        |               |               |
| 덕평IC삼거리        | 50호선 영동고속도로      | 이천시        | 마장면        |               |               |
| 오천교              |                          | 이천시        | 마장면        |               |               |
| 마장사거리          | 서이천로                 | 이천시        | 마장면        |               |               |
| 회억사거리          | 중앙로                   | 이천시        | 마장면        |               |               |
| 오천교차로          | 국도 제42호선 (중부대로) | 이천시        | 마장면        |               |               |

## 주요 경유지
- 이디야 용인 백암점 (덕평로 1-1/근곡리 산12-12)
- CU 백암가창점 (덕평로 168/가창리 380-2)
- S-OIL 동양주유소 (덕평로 177/가창리 385)
- 이마트24V이천이평점 (덕평로 703/이평리 393-2)
- 현대오일뱅크 이평에너지주유소 (덕평로 760/이평리 267-17)
- CU 이천이평점 (덕평로 777/이평리 293-1)
- 토프레소 이천마장점 (덕평로 782/이평리 267-95)
- 세븐일레븐 이천덕평점 (덕평로 784/이평리 267-5)
- CJ프레쉬웨이 이천물류센터 (덕평로 811/덕평리 508-2)
- CJ제일제당V이천 2공장 (덕평로 811/511)
- GS25 덕평IC점 (덕평로 812/덕평리 517-4)
- GS칼텍스V덕평주유소 (덕평로 812/덕평리 517-4
- CU 덕평스마일점 (덕평로 840-1/덕평리 493-2)
- CU 덕평IC점 (덕평로 895/덕평리 415-3)
- 덕평카센터 (덕평로 895/덕평리 415-3)
- CU 이천덕평점 (덕평로 917/덕평리 333-7)
- SK에너지 덕평톨게이트 주유소 (덕평로 971/덕평리 366-11)
- 주식회사 영농마트 (덕평로 1005/덕평로 덕평리 363-5)
- S-OIL 고려주유소 (덕평로 1008/이치리 364)
- CU 이천덕평로점 (덕평로 1051/회억리 201)
- 농협 마장농협주유소 (덕평로 1072/회억리 193-6)
- 리퍼랜드 (덕평로 1079/회억리 207-3)